# Памятник жертвам политических репрессий 1930—1940 годов (Самара)
Памятник жертвам политических репрессий 1930—1940 годов в Самаре впервые был открыт в 1989 году в парке имени Юрия Гагарина. Тогда был установлен кенотаф на постаменте. В 2012 году памятный знак был заменён на скульптурную композицию «Спас», представляющую собой бронзовую фигуру человека с терновым венцом над головой.

## История

### Кенотаф
Впервые мемориал в парке имени Юрия Гагарина появился 30 октября 1989 года, был открыт по инициативе историко-просветительского общества «Мемориал», созданного для исследования политических репрессий в СССР. Памятник представлял собой кенотаф из красного мрамора с надписями: «Памятный знак установлен на месте захоронения жертв репрессий периода 30—40-х годов» и «Поклонимся памяти невинно погибших». Памятный знак был установлен на средства горожан. Скульптором памятника был Иван Мельников, архитектором — А. Ф. Темников.

### Скульптура
21 октября 2012 года Радио Свобода заявило о пропаже кенотафа, установленного в 1989 году. По данным интернет-издания «Самара сегодня», пропажу памятника заметили 12 октября, спустя четыре дня председатель самарского добровольного правозащитного общества «Мемориал» Владимир Семёнов обратился в прокуратуру Самарской области и к главе города Дмитрию Азарову. 22 октября скульптор Иван Мельников сообщил, что 30 октября на месте вывезенного памятника будет открыта новая скульптурная композиция «Спас».
Открытие нового памятника состоялось 30 октября 2012 года, в день памяти жертв политических репрессий. На нём глава города Дмитрий Азаров и руководитель местной общественной организации защиты жертв политических репрессий «Реабилитация» стянули со скульптуры покрывало под «Лунную сонату» Бетховена. Азаров отметил, что «в последние десятилетия нам приходится многое переосмыслить из прошлого нашей страны. И мы должны прийти к осознанию того, что время репрессий не должно повториться». Во время открытия памятника четыре гражданских активиста развернули транспарант с надписью «Свободу политзаключённым», требуя, в том числе, освобождения осужденных участниц группы Pussy Riot. Активисты были задержаны полицией на глазах у представителей власти за «проведение несанкционированного митинга».
Новый мемориал представляет собой бронзовую фигуру человека с терновым венцом над головой, который переходит в колючую проволоку. Скульптура установлена на тёмно-красном гранитном постаменте. По сторонам памятника расположены шесть гранитных пилонов с высеченными на них текстами:
1. «В Куйбышевской области в 30-е 40-е годы XX века были подвергнуты политическим репрессиям более 60 000 человек, из них расстреляны более 5 000 человек».
2. «Среди расстрелянных — руководители Куйбышевской области и города, военачальники, офицеры и солдаты Красной Армии, работники Куйбышевской железной дороги и других организаций и предприятий, строители Особстроя, деятели науки и культуры, священнослужители, жители села..»
3. «…Ни холмика, ни имени, ни даты. О, Родина! Заплачь и ты о них, Ведь эти жертвы — и твои утраты, И лучшие из сыновей твоих»
4. «В лишениях, заботах и борьбе Они мечтали „сказку сделать былью“. О, Родина! Заплачь и ты об их судьбе, О тех, кто стали лагерною пылью».
5. «Нельзя ту кровь, нельзя тех бед стереть из памяти, забыть»
6. «Мы помним… И ты, человек, не забудь: здесь память тех наших трагедий…»[1][7]

По словам председателя самарского добровольного правозащитного общества «Мемориал» Владимира Семёнова, новый памятник был установлен без консультаций с правозащитниками, а старый памятник «просто демонтировали и выкинули».

#### Дальнейшая судьба
После начала в 2022 году полномасштабной войны в Украине и на фоне связанного с этим усилением политических репрессий в российском обществе сформировалась практика «цветочного протеста» у «стихийных мемориалов»: люди стали приносить цветы в знак солидарности с жертвами в Украине и жертвами нового государственного террора к определённым знаковым местам. Так, в начале 2023 года люди приносили цветы к памятнику в знак солидарности с жертвами ракетного удара по жилому дому в Днепре, за что подвергались задержаниям или привлекались к административной ответственности по статье о дискредитации ВС РФ.

В день, когда власти РФ сообщили о смерти Алексея Навального, у памятника образовался «стихийный мемориал»: жители города возлагали цветы, приносили свечи и фотографии политика. На следующий день полицейские оцепили памятник и возложить цветы можно было только на видео с переписыванием личных данных. Также полицейские не разрешали фотографировать памятник, на котором лежали цветы и стояли фотографии Навального. Проходили задержания.

«Стихийный мемориал» после смерти Алексея Навального
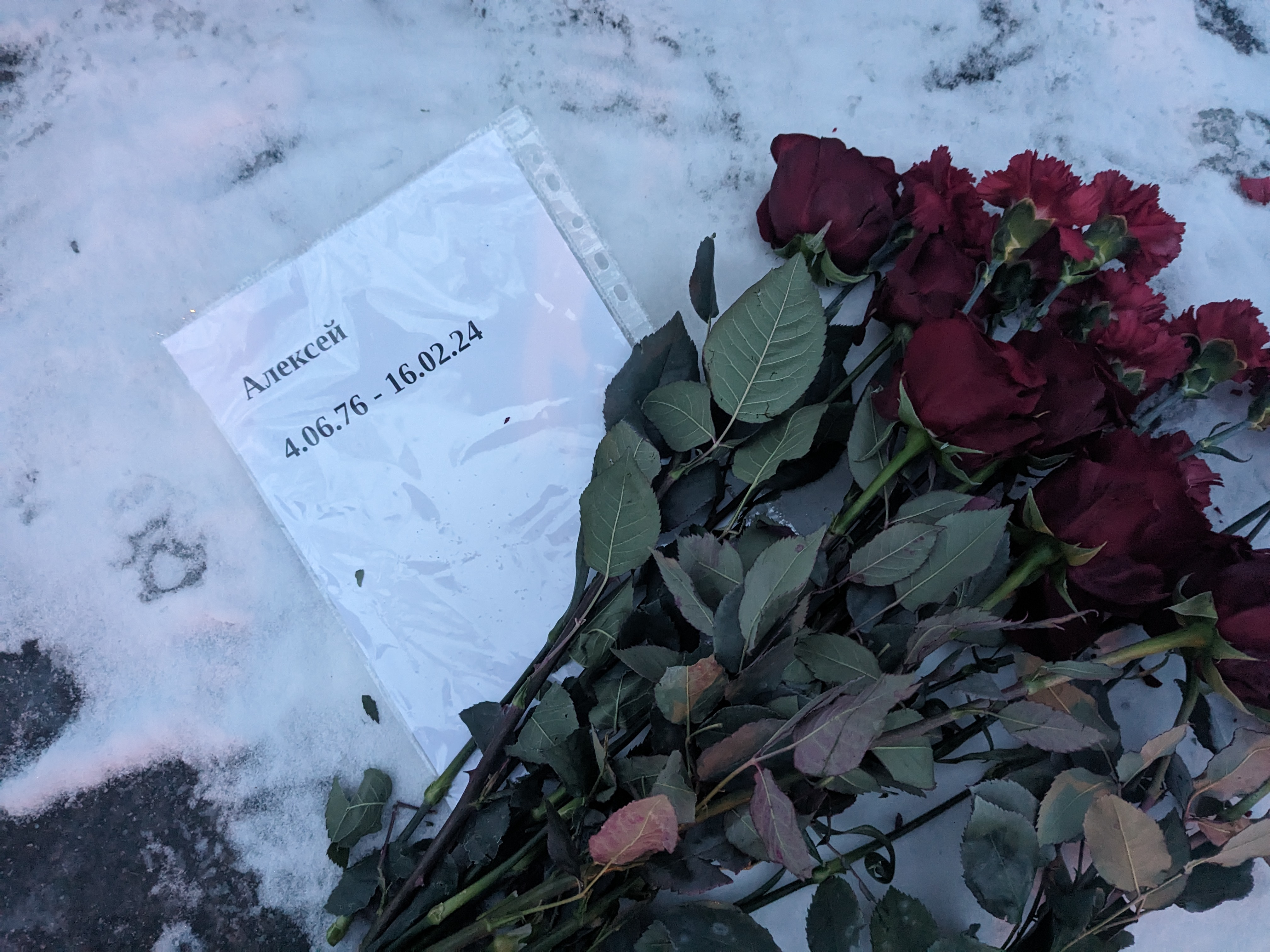

## Братские могилы в парке Гагарина
Вопрос наличия братских могил, на месте которых установили мемориал в парке Гагарина, является спорным. По мнению интернет-журнала «Другой город», это не более чем легенда.